# Сіньяли (Тувсинське сільське поселення)
Сінья́ли (рос. Синьялы, чув. Çĕньял) — присілок у складі Цівільського району Чувашії, Росія. Входить до складу Тувсинського сільського поселення.
Населення — 101 особа (2010; 127 у 2002).
Національний склад:
- чуваші — 98 %